# S-Bahn de Brême
La S-Bahn de Brême est un réseau de S-Bahn de la région métropolitaine de Brême/Oldenbourg.

## Les lignes
Le réseau des lignes NordWestBahn autour de Brême comprend six lignes depuis décembre 2022. Parmi celles-ci, les deux premières sont des lignes diamétrales, trois autres sont des lignes radiales avec un départ ou une arrivée à la gare centrale de Brême, et la sixième est une ligne tangentielle qui ne passe pas par Brême.
| Ligne | Parcours                                                                 |
| ----- | ------------------------------------------------------------------------ |
| RS 1  | Bremen-Farge – Bremen-Vegesack                                           |
| RS 1  | Bremen-Vegesack – Bremen Hbf                                             |
| RS 1  | Bremen Hbf – Verden                                                      |
| RS 2  | Bremerhaven-Lehe – Bremerhaven Hbf – Bremen Hbf – Twistringen            |
| RS 3  | Bremen Hbf – Oldenburg Hbf –Bad Zwischenahn                              |
| RS 30 | Bremen Hbf – Hude – Oldenburg (Oldb) – Bad Zwischenahn                   |
| RS 4  | Bremen Hbf – Nordenham                                                   |
| RS 5  | Twistringen – Syke – Bremen Hbf – Bremen-Oberneuland – Rotenburg (Wümme) |
| RS 6  | Verden (Aller) – Rotenburg (Wümme)                                       |

### RS 1
Sur le tronçon central de la ligne RS 1, entre la gare de Vegesack et la gare centrale de Brême, une fréquence de passage de 15 minutes est proposée du lundi au samedi. La section entre Vegesack et Farge est desservie en continu toutes les 30 minutes. Le tronçon entre la gare centrale de Brême et Verden est desservi toutes les heures, avec une fréquence de 30 minutes aux heures de pointe.
Les S-Bahn au départ de Farge circulent ainsi jusqu'à Verden (Aller) pendant les heures de pointe, tandis qu'en dehors de ces heures, seul un train sur deux poursuit jusqu'à Verden. Pendant les heures de pointe, des liaisons supplémentaires sont mises en place entre Vegesack et la gare centrale.
Des unités de 3 et 5 voitures du type Coradia Continental sont utilisées, avec deux trains couplés en unités doubles aux heures de pointe. Ainsi, tous les trains circulent entre Vegesack et la gare centrale, un sur deux poursuit son trajet de Vegesack jusqu'à Farge, et aux heures de pointe, certains trains continuent de la gare centrale jusqu'à Verden (Aller).

### RS 2
La ligne diamétrale RS 2 a commencé son exploitation le 12 décembre 2010. Elle assure une connexion nord-sud.
Le trafic sur cette ligne est effectué à l'heure, avec une fréquence augmentée à 30 minutes en direction de la demande lors des heures de pointe (le matin en direction de Brême, l'après-midi en direction de Bremerhaven). En provenance du sud-est, des directions d'Osnabrück et Twistringen, les passagers pourront à l'avenir changer de ligne à la nouvelle station Föhrenstraße pour rejoindre la ligne RS 1 et le tramway. Les deux arrêts suivants après la gare principale, Bremen-Walle et Bremen-Oslebshausen, ne seront desservis que par la RS 1. Le dernier arrêt commun avec la RS 1 avant la poursuite vers Bremerhaven est la gare de Bremen-Burg.

### RS 3
La ligne semi-circulaire RS 3 a remplacé depuis le 12 décembre 2010 l'ancienne ligne de train régional reliant Brême à Oldenbourg. La ligne a été prolongée sur la section à voie unique de la gare principale d'Oldenbourg à Bad Zwischenahn.
Depuis le 14 juin 2015, l'arrêt Oldenburg-Wechloy est desservi.
Depuis le 11 décembre 2022, la ligne ne circule plus vers Bad Zwischenahn que pendant les heures creuses. Pendant les autres périodes, elle va désormais jusqu'à Wilhelmshaven, tandis que l'itinéraire restant jusqu'à Bad Zwischenahn est désormais desservi par la nouvelle ligne express RS 30.

### RS 30
La ligne semi-circulaire RS 30 complète depuis le 11 décembre 2022 les lignes RS 3 et RS 4 entre la gare principale de Brême et Hude, ainsi que la ligne RS 3 entre Hude et Oldenbourg. De plus, elle remplace la ligne RS 3 entre Oldenbourg et Bad Zwischenahn. La ligne s'arrête uniquement à Delmenhorst et Hude entre la gare principale de Brême et la gare principale d'Oldenbourg, ce qui permet un gain de temps de 10 minutes. Pendant les heures creuses, cette ligne ne circule pas. L'itinéraire entre la gare principale d'Oldenbourg et Bad Zwischenahn est alors desservi par la ligne RS 3.

### RS 4
La ligne effectue les arrêts suivants : Nordenham, Kleinensiel, Rodenkirchen (Oldb.), Brake/Unterweser, Kirchhammelwarden, Elsfleth, Berne, Hude (connexion avec la RS 3 & RS30), Bookholzberg, Schierbrok, Hoykenkamp, Delmenhorst (connexion avec la RB 58 en direction d'Osnabrück), Heidkrug, Bremen-Neustadt, Bremen Hbf.

### RS 5
Dans le quartier de Horn-Lehe à Brême, deux nouveaux arrêts seront créés d'ici 2028: Universität/Technologiepark sur la Achterstraße et Achterdiek sur la rue Achterdiek. Avec la mise en service de ces deux arrêts, prévue au plus tôt à la fin de 2025, la ligne RS5, déjà intégrée dans l'attribution, commencera son exploitation vers Rotenburg (Wümme). Grâce à cette superposition, un intervalle de 30 minutes sera établi entre la gare principale de Brême et Rotenburg (Wümme) avec la RB41.

### RS 6
La ligne RS 6 circule de Rotenburg (Wümme) à Verden (Aller) et doit établir une nouvelle connexion entre les lignes RS1 et RS5. C'est la seule ligne qui ne passe pas par Brême. La ligne continue à être desservie en intervalle de deux heures pendant la journée et en intervalle horaire pendant les heures de pointe.

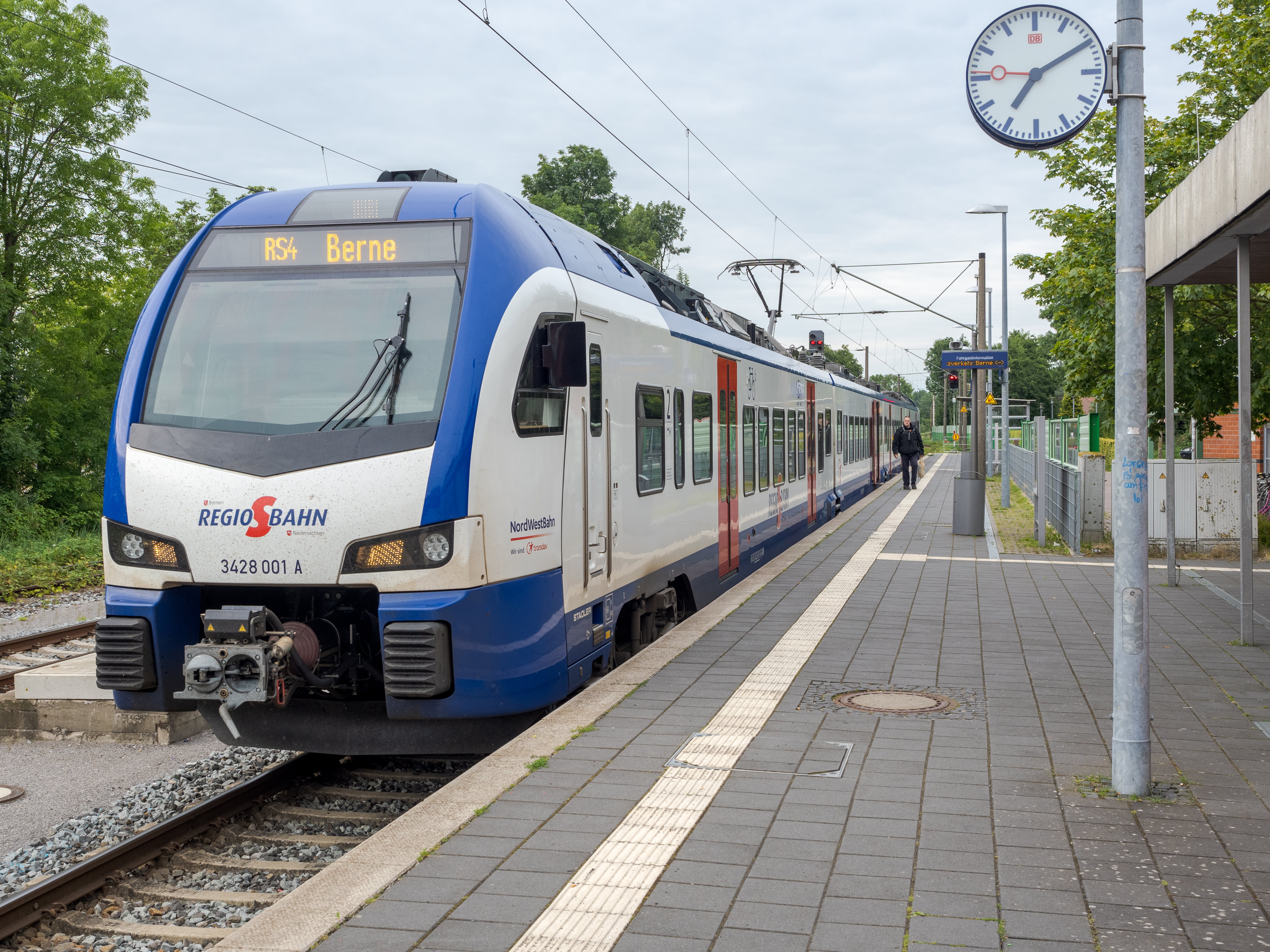
Stadler Flirt 3XL en tant que RS4 du Regio-S-Bahn à Berne

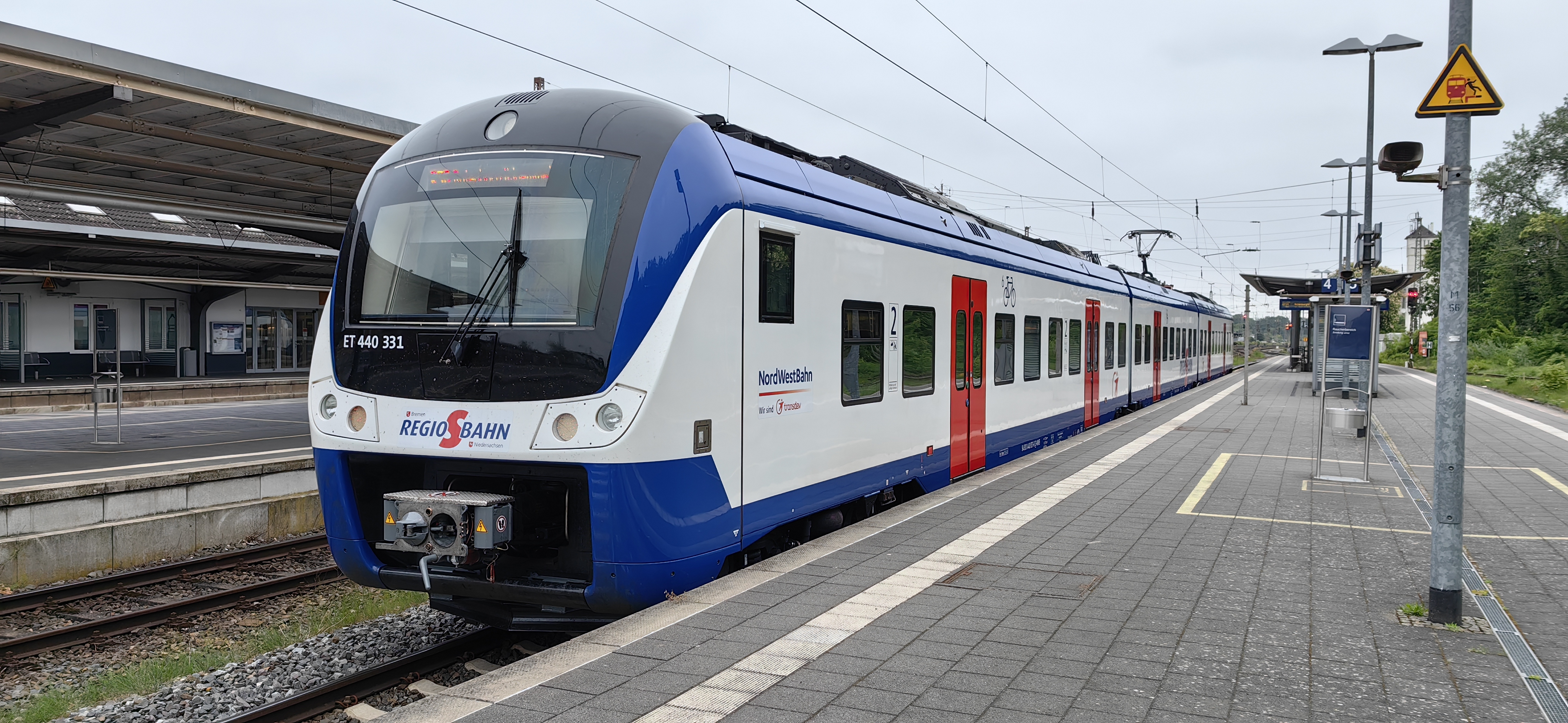
NWB ET 440 331 en tant que RS1 à Verden (Aller)

## Matériel roulant
La flotte, mise en service en 2010, est composée de 35 Coradia Continental, avec 17 rames de trois voitures et 18 de cinq voitures. Arrivées à mi-vie, elles seront rénovées par Talbot Service à Aix-la-Chapelle. L'opérateur du S-Bahn de Brème est la Nord-WestBahn, une filiale de Transdev. La fin des rénovations est prévue pour la fin 2025. Sur ce réseau circulent également 16 Stadler Flirt XL3, composés de quatre voitures.